# Thymus loscosii
Thymus loscosii — вид рослин родини глухокропивові (Lamiaceae), Ендемік північного сходу Іспанії.

## Опис
Напівчагарник 7–15 см заввишки, повзучий. Квіткові стебла до 15 см, підняті, червонуваті, волосаті. Листки 5–10 × ≈0.5 мм, звивисті, лінійні, гладкі, з розсіяними жовтуватими сфероїдальними залозами. 
Суцвіття як правило містять до 6 квітів, часто головчасті. Приквітки подібні до листків або трохи ширші. Квіти з квітконіжками ≈2 мм, волосатими. Чашечка 4–5 мм, з вираженими жилками; трубка ≈2 мм, злегка волохата зі сфероїдальними залозами, із залозними волосками. Віночок ≈6 мм, білий або кремовий. Пиляки пурпурного кольору. Горішки 0.4 × 1.1 мм, світло-коричневі. 2n = 54.

## Поширення
Ендемік північного сходу Іспанії.
Вид ± щільний у відкритих місцях і світлих чагарниках, на мергелях, часто гіпсових субстратах; на висотах 130–1010 м н. р. м..